# 野口由松
野口 由松（のぐち よしまつ、Dominic Yoshimatsu Noguchi, 1909年10月31日 - 1997年11月9日）は、日本のカトリック教会聖職者でカトリック広島司教区初代司教。洗礼名は「ドミニコ」。浦上教会出身で山口愛次郎、浦川和三郎、深堀仙右衛門に続いて4人目の司教となった。

## 生涯
長崎県長崎市に生まれる。1937年3月28日に司祭に叙階。東京公教神学校教授を務め、1941年9月にカトリック東京大司教区の高円寺教会で第3代主任司祭となる。高円寺教会では19年間働き、太平洋戦争中は軍部の弾圧から信者と教会を保護。教会は戦災で焼失したが、焼け跡を整備して1949年に現在の聖堂を建設した。
1959年に広島代牧区が司教区に昇格し、当初は野口時助新潟教区長が指名されたが、病気で辞退したため代わりに司教に任命された。広島に深い関心を寄せていた教皇ヨハネス23世によってローマに呼ばれ、1960年5月8日に教皇自らの手により司教に叙階された。日本帰国後には、司教として初の堅信式を主任司祭を務めた高円寺教会で行っている。
被爆直後の浦上天主堂から聖マリア像の頭部（被爆のマリア像）を見つけ出した野口嘉右衛門神父（トラピスト会司祭）は、野口由松司教の実弟。
1966年には西ドイツのベルリン教区と広島教区の姉妹提携を結び、1984年2月3日には当時ベルリン教区のヨアキム・マイスナー枢機卿が原爆資料館を見学し、原爆慰霊碑に参拝している。
1981年2月25日の教皇ヨハネ・パウロ2世広島市訪問時には、宮澤弘広島県知事やら荒木武広島市長と共に西区観音新町の広島空港（現広島西飛行場）まで出迎えている。
1985年6月13日に引退。1997年11月9日未明に香川県坂出市で死去｡享年88歳｡